# Bulbophyllum wakoi
Bulbophyllum wakoi là một loài phong lan thuộc chi Bulbophyllum.